# Puerto Coig
Puerto Coig est une ancienne localité rurale argentine située dans le département de Güer Aike, dans la province de Santa Cruz.

## Toponymie
Puerto Coig doit son nom au capitaine Antonio de Córdoba, qui a baptisé l'endroit Bahía Coig, en mémoire de l'un des membres de son équipage, l'enseigne Claudio Coig Sansón. Les Aónikenk (ou Tehuelches), les aborigènes qui habitaient cette région, appelaient cet endroit Coyle, ce qui dans leur langue signifie Lagune avec de l'eau.

## Démographie
En 1889, la ville dispose d'un poste de police, mais son implantation urbaine est due à l'initiative de plusieurs colons issus des ranchs de bétail situés sur les deux rives du río Coyle. C'était un établissement relativement important pour l'époque, avec 96 et 250 habitants selon les recensements territoriaux nationaux de 1912 et 1920,, bien qu'en 1947, il n'ait pas été possible d'obtenir un chiffre définitif pour le nombre d'habitants.
Cette croissance est due à l'impulsion commerciale donnée par le tracé initial de la route nationale 3, qui passait tout près de la ville, à l'activité d'élevage dans la région et au mouvement maritime. Avec le changement de tracé de la route nationale 3, qui s'est déplacée de plusieurs kilomètres vers l'intérieur des terres, les expéditions de laine ont commencé à être centralisées dans les villes de Río Gallegos ou de Puerto Santa Cruz, ce qui a entraîné le déclin de la population, qui a également été marginalisée par rapport aux expéditions. Dans les années 1960, la ville a pratiquement cessé d'exister.